# Холлоуэй, Лолитта
Лоли́тта Хо́ллоуэй (англ. Loleatta Holloway; 5 ноября 1946, Чикаго, Иллинойс, США — 21 марта 2011, США) — американская соул и диско-певица.

## Биография
Родилась 5 ноября 1946 года в Чикаго. Начинала петь вместе с матерью в негритянской госпел-группе «Holloway Community Singers», а позже, в шестидесятые годы, пела в госпел-группе «The Caravans». В 1970-х годах начался самый успешный период в творчестве певицы. Главной сенсацией в диско-чартах и визитной карточкой певицы стала песня «Love Sensation» 1980 года. Всего 18 хитов вошли в танцевальный чарт Hot Dance Club Songs, включая 4 сингла № 1. В конце восьмидесятых годов её вокал из хита «Love Sensation» был использован на сингле «Ride on Time» группы Black Box, ставшем на 6 недель № 1 в Великобритании. Однако, имя певицы не было указано на сингле и её адвокатам пришлось судиться с группой. Дело завершилось в пользу Лолитты и она получила часть лицензионных платежей от продаж сингла. И когда в очередной раз её сильный голос был использован на новом суперхите US #1 «Good Vibrations» в исполнении Marky Mark and the Funky Bunch (он возглавил хит-парад США Billboard Hot 100 в 1991 году), её имя уже полноправно значилось в титрах и она получила гонорар. В своё время, голос Холлоуэй звучал и на хите «Relight My Fire» (6 недель № 1 в диско-чарте США с 12 декабря 1979 до 16 февраля 1980) певца Dan Hartman, позднее перепетом группой Take That (был № 1 в 1993). Лолитта записала кавер песни «Like A Prayer» Мадонны для посвященного ей альбома «Virgin Voices». Уитни Хьюстон семплировала хит Холлоуэй 1976 года «We’re Getting Stronger» на своём сингле 2009 года «Million Dollar Bill».
Лолитта Холлоуэй умерла 21 марта 2011 года в результате сердечной недостаточности. Она оставила после себя четверых детей и девятерых внуков.

## Дискография

### Альбомы
- Loleatta (Aware 1973)
- Cry To Me (Aware 1975)
- Loleatta (Gold Mind 1976)
- Queen of the Night (Gold Mind 1978)
- Loleatta Holloway (Gold Mind 1979)
- Love Sensation (Gold Mind 1980)
- Greatest Hits (The Right Stuff/EMI, 1996)
- Queen of the Night: the Ultimate Club Collection (The Right Stuff/EMI, 2001)
- Loleatta Holloway: The Anthology (Salsoul, 2005)

### Песни
- «Cry to Me» (#10 R&B, #68, US Billboard Hot 100)
- «Worn-out Broken Heart» (#25 R&B)
- «Only You» with Bunny Sigler (#87 US, Billboard Hot 100, #11 US R&B)
- «Dreamin'» (US #72), (US Dance #3)(1977)
- «Love Sensation» (#1 US Dance, #5 UK) (1980)
- «Vertigo/Relight My Fire» (with Dan Hartman)
- «Hit and Run» (#3 US Dance), (#56 US R&B)(1977)
- «Catch Me on the Rebound» (#16 US Dance)
- «Crash Goes Love» (#5 US Dance), (#86 US R&B)(1984)
- «Runaway» by The Salsoul Orchestra
- «All About the Paper»
- «The Greatest Performance of My Life»
- «Catch Me on the Rebound»
- «Seconds»
- «I May Not be there When You Want Me (But I’m Right on Time)»
- «Shout it to The Top», Fire Island feat Lolleata Holoway
- Black Box — «Ride On Time» (#1 UK; включает вокальные семплы с песни «Love Sensation» — вокал Холлоуэй единственный человеческий голос на этом треке; сингл стал бестселлером Великобритании 1989 года)[3]
- Gotta Be #1 (#2, US Dance)
- Marky Mark (aka Mark Wahlberg) & The Funky Bunch — «Good Vibrations» (#1 US, #14 UK; также включает вокальные семплы Холлоуэй с песни «Love Sensation». Единственный хит Холлоуэй, ставший US #1 в общенациональном чарте Billboard Hot 100)(1991)[3]
- «Dreamin'» (remix) (#1, US Dance)(2000)
- «What Goes Around Comes Around» GTS featuring Loleatta Holloway
- «Don’t Leave Me this Way — 2007» (2007 Deep Influence Mix)
- «A Better World» by AgeHa featuring Loleatta Holloway & Jocelyn Brown
- «I-N-S-I-D-E» by CJ TOBA feat Loleatta Holloway (2009 DJ Remix of «Dreamin',» which reached success in DJ/Club Charts)